# Похищение Европы (картина Серова)
«Похищение Европы» — картина Валентина Серова, написанная в 1910 году и известная в нескольких авторских вариантах.

## Сюжет
Сюжет картины, взятый Серовым из древнегреческой мифологии, принадлежит к одному из наиболее популярных сюжетов мирового искусства, связанных с античной культурой. Зевс влюбился в Европу, дочь финикийского царя Агенора, и явился царевне и её подругам, гулявшим на берегу моря, в виде прекрасного быка. Девушки забавлялись игрой с быком, украшая его рога цветочными гирляндами. Когда Европа решилась сесть на спину быка, тот бросился в море и увез царевну на остров Крит, где она стала женой Зевса, родив ему впоследствии трех сыновей-героев.

## История
Идея написать «Похищение Европы» приходит Серову во время его поездки с Бакстом в мае 1907 в Грецию, посещения острова Крит и изучения найденных там археологами остатков Кносского дворца, украшавших его фресок и других памятников критской культуры. Существуют многочисленные свидетельства того, что эта поездка была им предпринята в целях работы над росписями, предназначенными для Музея изящных искусств в Москве. Исследователи творчества Серова обращают внимание и на то, что художник создавал именно декоративное монументальное панно, а не станковую картину.

## Композиция
Используя характерный для эстетики модерна приём стилизации, Серов первым создает свою, далекую от академических канонов, версию античного сюжета. Композиционное решение полотна было им найдено достаточно быстро. С высокой линией горизонта, она построена на диагональном движении форм. В 1909—1910 годах Серов лишь продолжает поиски масштабных соотношений её элементов, подчеркивающих монументальность произведения. Он вытягивает, трансформирует силуэты быка и дельфинов, чтобы подчеркнуть динамику общего композиционного движения. Очень выразителен и особо «упругий» ритм этого произведения. Горизонталь неба и моря как бы взрыты поднимающимися волнами. Море неспокойно, оно вздымает валы. Дельфины повторяют движение плывущего Зевса, чем усиливают динамику композиции.
В колористическом решении Серов также отступил от традиции, использовав ту гамму, которая привлекала его в тот период. Так, быка вопреки сложившимся в искусстве представлениям, он сделал не белоснежным, а рыжим. Это ярко-оранжевое пятно на фоне сине-фиолетового моря необычайно красиво и выразительно. Хотя новаторский замысел остался в итоге неоконченным в связи с безвременной кончиной художника, исследователи сходятся о том, что в «Похищении Европы» Серов нашел не только свой новый изобразительный язык, но и открыл новый вариант утверждавшегося художественного стиля.

## Варианты
По некоторым свидетельствам, Серовым было создано 6 вариантов картины. Помимо наиболее часто упоминаемого в источниках варианта из собрания ГТГ, существуют два одноимённых эскиза меньшего размера в той же ГТГ и ГРМ (40 х 52 см, темпера, гуашь, картон). Наиболее завершённый вариант композиции Серова (холст, темпера, 138 х 178 см) до 1996 года хранился у наследников художника. С 1996 года, по соглашению между ГТГ и наследниками, находился на временном хранении в ГТГ в экспозиции музея. В 1999 работа была приобретена у наследников для частного собрания (миллиардера Вячеслава Кантора).
В ходе работы над картиной был создан скульптурный вариант из глины (впоследствии переведён в гипс, бисквит, бронзу). Считается, что объёмная фигурка выполняла рабочую (натурную) роль.